# 중리천
중리천(中里川)은 울산광역시 울주군 두동면 봉계리의 두들저수지에서 발원하여 북류하다가 경상북도 경주시 내남면의 형산강으로 흘러드는 강이다.